# Le Miroir royal

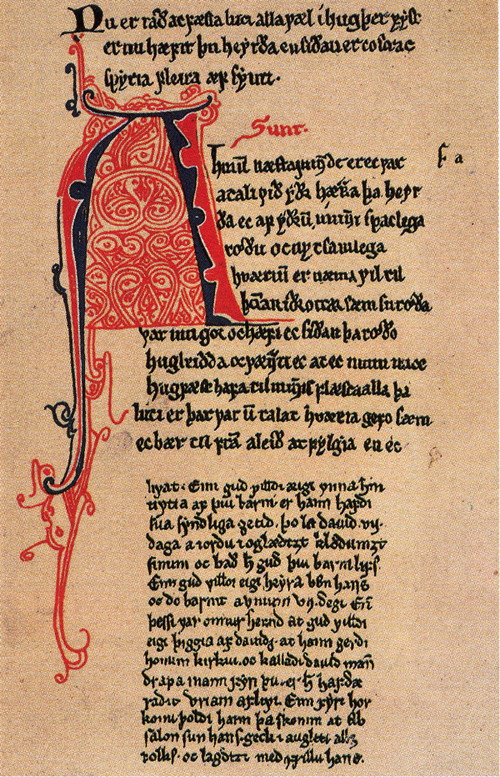
L'une des pages du Konungs skuggsjá.

Le Miroir royal  (en vieux norvégien Konungs skuggsjá) est une œuvre écrite par un auteur anonyme aux alentours de 1250, sous le règne du roi Håkon IV de Norvège, parent par alliance d’Alphonse X de Castille, et qui est considérée comme le texte fondateur de la littérature norvégienne. Cette somme de connaissances de l'époque portant sur la géographie, la zoologie (22 types de baleines y sont mentionnés), la navigation, le commerce voire la courtoisie et  incluant une démonstration de la sphéricité de la Terre compte parmi les œuvres maîtresses d'un genre littéraire très riche apparu au XIIe siècle qui connut un tournant décisif, dans les années 1240, avec la parution de l’encyclopédie Speculum maius rédigée par Vincent de Beauvais, le genre littéraire du miroir. Dante mentionne l'ouvrage dans la partie « Il paradiso » de son poème, la Divine Comédie, sous le nom d’« Ancone ». Le texte a été traduit du vieux norvégien en français par Einar Már Jónsson et publié en 1997.